# Сироткина, Мария Борисовна
Мари́я Бори́совна Сиро́ткина (3 декабря 1940, село Хорошее, Карасукский район, Алтайский край, РСФСР, СССР — 4 декабря 2021, Томск, Российская Федерация) — бригадир бригады девушек строителей-отделочников СУ-16 ТДСК Главтомскстроя, Герой Социалистического Труда (1981).

## Биография
Родилась 3 декабря 1940 года в русской крестьянской семье. Ранее детство пришлось на тяжёлые и голодные для сибирской деревни военные и послевоенные годы.
В 1954 году, сразу после окончания неполной средней сельской школы, начала трудиться в строительной отрасли, стала рабочей-отделочницей в Строительном управлении № 4 районного центра Купино Новосибирской области.
В 1957 году вернулась в родной район, стала работать в районном центре городе Карасуке штукатуром-маляром-отделочником в местном Карасукском монтажно-строительном управлении. В 1958 году уехала в Новосибирск, где с осени работала рабочей-шлифовщицей мебельных заготовок на Новосибирской городской мебельной фабрике № 2 Новосибирского Совнаркома Минместпрома РСФСР. С 1960 года перевелась работать учётчиком общестроительных работ в ОКС Новосибирского городского управления водоснабжения и канализации.
В 1961 году переехала жить и работать в Томск. С 1961 года начала трудиться в качестве рабочей-отделочницы в Строительном управлении № 3 треста «ТомскПромСтрой» Томского территориального домомонтажного управления Томского совнархоза. Проявила себя как инициативная, дисциплинированная, ответственная рабочая, активный член ВЛКСМ. Вскоре была назначена звеньевой бригады, затем бригадиром бригады девушек-отделочниц.
Вступила в ряды членов КПСС, в составе парторганизации треста вела большую общественную работу.
В 1964 году была назначена на должность бригадира отделочников Управления отделочных работ № 5 треста «ТомскПромСтрой» Томского территориального управления строительства (УОР-5 ТПС ТТУС).
В 1965 году активно повышала свой профессиональный и образовательный уровень, окончила Вечернюю школу рабочей молодёжи (получила полное среднее образование) и затем прошла курс Школы переподготовки передовых бригадиров-строителей в Новосибирске. В дальнейшем была назначена на рабочую должность в Строительное управление № 16 Томского домостроительного комбината Томского территориального управления строительства (СУ-16 ДСК ТТУС). В те годы новый комбинат и его строительные объекты находились под пристальным вниманием областного руководителя Е. К. Лигачёва, который неоднократно отмечал благодарностями труд передовой стахановской бригады М. Б. Сироткиной и её лично. Об успехах бригады в 1960—1980-х гг. писала областная и всесоюзная пресса.
Бригада М. Б. Сироткиной работала на самых главных объектах бурно строящегося Томска.
В 1967 году Мария Борисовна была награждена медалью «За трудовое отличие». В 1970 году, в честь 100-летия В. И. Ленина, она была награждена «Ленинской медалью „За доблестный труд“».
За высокие ударные показатели в труде и неоднократные победы в социалистическом соревновании по Томской области, в 1971 году М. Б. Сироткина была награждена высоким правительственным орденом Трудового Красного Знамени. Авторитетный рабочий, М. Б. Сироткина со второй половины 1960-х годов выдвигалась в ведущие общественные органы региона, в депутаты Томского городского, затем Томского областного Советов народных депутатов. была избрана членом сначала Томского горкома КПСС, а далее членом Томского обкома КПСС, являлась делегатом XXV съезда КПСС (1976).
Лидирующая бригада среди строителей Томской области вновь и вновь отличалась высокими показателями в работе.
В 1974 году М. Б. Сироткина впервые была награждена высшим орденом страны — орденом Ленина.
В 1979, 1980, 1981 гг. бригада Марии Сироткиной вновь стала абсолютным победителем в социалистическом соревновании среди предприятий строительного комплекса Томской области.
Указом Президиума Верховного Совета СССР от 19 марта 1981 года, за выдающиеся производственные достижения, досрочное выполнение заданий X пятилетки и социалистических обязательств, проявленную трудовую доблесть бригадир отделочников СУ-16 ТДСК Главтомскстроя Мария Борисовна Сироткина была удостоена высшего почётного государственного звания Герой Социалистического Труда с вручением ордена Ленина и медали «Золотая звезда „Серп и Молот“».
Кроме основной работы М. Сироткина с 1980-х годов стала активно участвовать в наставничестве молодёжи и ветеранском движении.
Вышла из рядов КПСС осенью 1991 года.
С 2002 года Мария Борисовна Сироткина ушла на пенсию. Являлась членом Совета ветеранов Томской области при Администрации Томской области. С 2007 года являлась председателем Томского областного общественного Совета Героев Советского Союза, Героев России, Героев Социалистического Труда, полных кавалеров ордена солдатской Славы, полных кавалеров ордена Трудовой славы (Томский областной «Совет Героев»).
Жила с семьёй в Томске.
Умерла 4 декабря 2021 года. Похоронена с почестями 7 декабря в Томске.

## Награды и звания
- золотая медаль «Серп и Молот» Героя Социалистического Труда (19.03.1981)
- орден Ленина (21.02.1974)
- орден Ленина (19.03.1981)
- орден Трудового Красного Знамени (07.05.1971)
- орден «Томская Слава» (Томская область, решение губернатора от 30.04.2015, номер награды — 30)
- медаль «За доблестный труд. В ознаменование 100-летия со дня рождения Владимира Ильича Ленина» (1970)
- медаль и звание «Ветеран труда» (1988)
- медаль «50 лет нефтегазового комплекса Томской области» (2015)
- медаль «70 лет Томской области» (2014)
- наградной знак «75 лет Томской области» (2019)
- нагрудные знаки передовика социалистических соревнований, «Ударник коммунистического труда»
- почётные грамоты за доблестный труд